# 花店

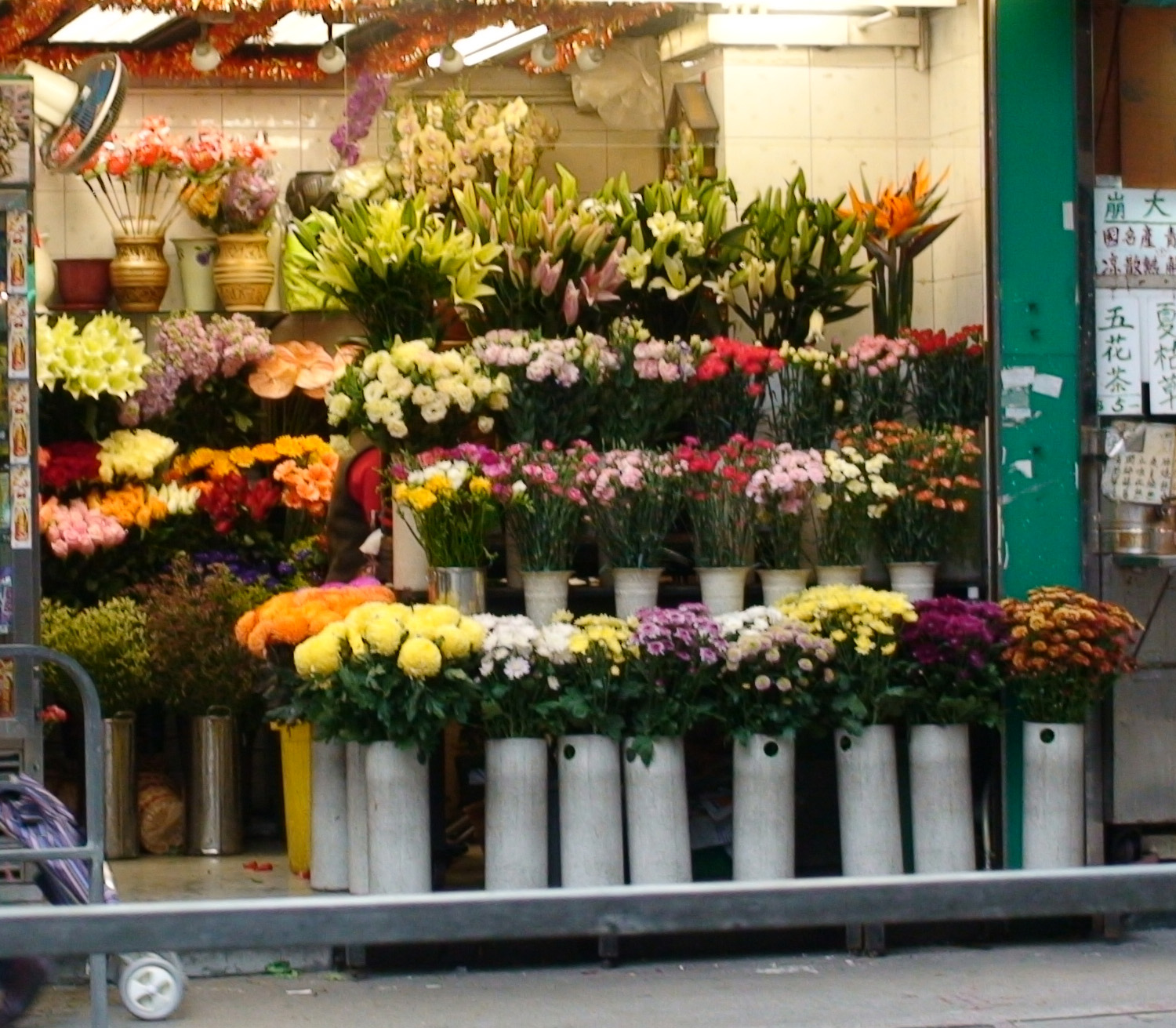
花檔

花店，又名花檔或者花舖，是賣花的商店，包括批發或零售。花店有如其它商店，可以有收費送貨服務，或提供部份免費送花服務。例如定時或按喜慶節日，如情人節或母親節提供送花上門。也有些花店專營殯儀用花圈、花籃。
在商業社會，指定節日如元宵節、中秋節，花店通常有訂送花籃、果籃加紅酒等服務。其商業模式比較簡單，可以客人來訂才到批發市場入貨，插花加工成花束，及時送貨。不過，節日來貨緊張，有單來訂，缺貨未能及時送貨，則商業信用受損。